# سیارک ۲۶۷۱۷
سیارک ۲۶۷۱۷ (به انگلیسی: 26717 Jasonye، نامگذاری:2001HL5)۲۶۷۱۷مین سیارک کشف شده‌است که در ۱۸ آوریل ۲۰۰۱ کشف شد.